# Sativa Rose
Sativa Rose (Guadalajara, 21 de enero de 1984) es una actriz pornográfica y modelo erótica mexicana.

## Biografía
Sativa Rose, nombre artístico de Tanya Macias, nació en la ciudad de Guadalajara, capital del estado mexicano de Jalisco. Se trasladó los Estados Unidos, donde comenzó a trabajar como dentista. Anteriormente había sido estríper y modelo erótica. En 2003 le llegó la oportunidad y debutó como actriz pornográfica a los 19 años de edad.
Como actriz ha trabajado para productoras como Evil Angel, Reality Kings, Anabolic, Hustler, 3rd Degree, Adam & Eve, Digital Playground, Zero Tolerance, Wicked Pictures, Elegant Angel, Bangbros, Jules Jordan Video, New Sensations o Vivid.
En 2004 grabó su primera escena de sexo anal en la película Young Ripe Mellons 5. Ese mismo año fue nominada en los Premios AVN, en la categoría de Mejor escena de trío, junto a Olivia O'Lovely y Lexington Steele, por Initiations 12.
Desde 2004 hasta 2009 estuvo nominada en diversas categorías de los AVN. Al año siguiente, 2005, recibió la nominación a la Mejor escena de sexo en grupo por Double Cum Cocktails. Y en 2006 a la Mejor escena de sexo oral por Oral Junkies.
2007 fue su gran año, con otras tres nominaciones a Artista femenina del año, Mejor escena de sexo anal por Hellcats 11 y Mejor escena de sexo lésbico en grupo por Girls Love Girls. En 2008 destacó por la película Pretty Pussies Please 3, que le granjeó las nominaciones a la Mejor escena de sexo anal y Mejor Tease Performance.
En 2009 logró su última nominación, nuevamente, a la Mejor escena de sexo lésbico en grupo por Girlgasmic, junto a Penny Flame, Holly West, Gianna Lynn y Maria Bellucci.
Se retiró en 2015, habiendo participado en más de 720 películas como actriz.
Algunas películas de su filmografía son All About Anal, Breast Worship, Cumaholics, Dress-Up Dolls, First Date, Gossip, Jizz Wiz, Latin Spice, Munch Box, Orally Challenged, Pump My Tits Fill My Hole o Sex on the Beach.

## Premios y nominaciones
| Año  | Ceremonia    | Resultado | Premio                                | Trabajo                 |
| ---- | ------------ | --------- | ------------------------------------- | ----------------------- |
| 2003 | Premios XRCO | Nominada  | Mejor trío                            | Initiations 12          |
| 2004 | Premios AVN  | Nominada  | Mejor escena de trío                  | Initiations 12          |
| 2005 | Premios AVN  | Nominada  | Mejor escena de sexo en grupo         | Double Cum Cocktails    |
| 2005 | Premios XRCO | Nominada  | Unsung Siren                          | —                       |
| 2006 | Premios AVN  | Nominada  | Mejor escena de sexo oral             | Oral Junkies            |
| 2007 | Premios AVN  | Nominada  | Artista femenina del año              | —                       |
| 2007 | Premios AVN  | Nominada  | Mejor escena de sexo anal             | Hellcats 11             |
| 2007 | Premios AVN  | Nominada  | Mejor escena de sexo lésbico en grupo | Girls Love Girls        |
| 2008 | Premios AVN  | Nominada  | Mejor escena de sexo anal             | Pretty Pussies Please 3 |
| 2008 | Premios AVN  | Nominada  | Mejor Tease Performance               | Pretty Pussies Please 3 |
| 2009 | Premios AVN  | Nominada  | Mejor escena de sexo lésbico en grupo | Girlgasmic              |